# Imidazenil
L'imidazenil è uno psicofarmaco appartenente alla categoria delle imidazobenzodiazepine; è un farmaco ansiolitico sperimentale che è strettamente correlato ad altre imidazobenzodiazepine come midazolam, flumazenil e bretazenil.
L'imidazenil è un agonista parziale del recettore delle benzodiazepine (GABA A) molto potente con un profilo di effetti insolito, che produce alcuni degli effetti associati alle normali benzodiazepine come gli effetti anticonvulsivanti e ansiolitici, ma senza alcun effetto sedativo o amnestico. Infatti, l'imidazenil blocca gli effetti sedativi del diazepam, ma senza abbassare la soglia convulsiva, e quindi potenzialmente potrebbe essere un antidoto più flessibile rispetto all'antagonista, il flumazenil, che è solitamente utilizzato per trattare il sovradosaggio di benzodiazepine.
L'imidazenil non è stato ancora sviluppato commercialmente per l'uso nell'uomo, tuttavia è stato suggerito come un trattamento sicuro ed efficace per l'ansia, un anticonvulsivante potente ma non sedativo che potrebbe essere particolarmente utile nei casi di avvelenamento con agenti organofosforici (agenti nervini) e nel trattamento della schizofrenia.
Nei ratti, è stato dimostrato che l'imidazenil presenta una bassa tolleranza o dipendenza, a differenza di altri ligandi agonisti del recettore delle benzodiazepine, come il diazepam e il bretazenil.

## Farmacodinamica
L'imidazenil agisce in modo selettivo sul tipo di recettore GABA A. Agisce come agonista parziale su quelli con una composizione α1β2γ2S e come agonista completo su quelli con una composizione α5β2γ2S. La sua azione può essere paragonata a quella del clobazam, un'altra benzodiazepina ansiolitica. Il metabolita attivo del clobazam, N-desmetilclobazam, è caratterizzato da un'affinità inferiore sui recettori con subunità α1 rispetto a quelli con subunità α2. Si ritiene che le proprietà soggettive, atassiche e sedative siano mediate dai recettori contenenti α1, mentre gli effetti ansiolitici sono mediati da quelli con α2, α3 o α5.